# Пиньейру (Агиар-да-Бейра)
Пиньейру (порт. Pinheiro) — район (фрегезия) в Португалии, входит в округ Гуарда. Является составной частью муниципалитета Агиар-да-Бейра. Находится в составе крупной городской агломерации Большое Визеу. По старому административному делению входил в провинцию Бейра-Алта. Входит в экономико-статистический субрегион Дан-Лафойнш, который входит в Центральный регион. Население составляет 287 человек на 2001 год. Занимает площадь 17,66 км².